# Spelartrupper under VM i ishockey 2007
Spelartrupper under VM i ishockey 2007
| Deltagande lag | Deltagande lag | Deltagande lag | Deltagande lag |
| Sverige        | Schweiz        | Lettland       | Italien        |
| Tjeckien       | USA            | Vitryssland    | Österrike      |
| Kanada         | Slovakien      | Tyskland       | Norge          |
| Finland        | Ryssland       | Ukraina        | Danmark        |
| -------------- | -------------- | -------------- | -------------- |

## Laguppställningar

### Medaljörer
| Guld | Silver | Brons |
| --- | --- | --- |
| Kanada | Finland | Ryssland |
| Colby Armstrong Eric Brewer Mike Cammalleri Jason Chimera Mike Commodore Shane Doan Dan Hamhuis Barret Jackman Matthew Lombardi Christopher Mason Jamal Mayers Jay McClement Cory Murphy Rick Nash Dion Phaneuf Dwayne Roloson Nick Schultz Eric Staal Jordan Staal Jonathan Toews Cam Ward Shea Weber Justin Williams | Aki-Petteri Berg Sean Bergenheim Jukka Hentunen Tomi Kallio Niko Kapanen Ville Koistinen Mikko Koivu Petri Kontiola Lasse Kukkonen Jukka-Pekka Laamanen Jere Lehtinen Kari Lehtonen Tuuka Mäntylä Antti Miettinen Fredrik Norrena Petteri Nummelin Timo Pärssinen Ville Peltonen Mika Pyörälä Jarkko Ruutu Tuomo Ruutu Pekka Saravo Toni Söderholm Jari Viuhkola Mika Wallinheimo | Vitaly Athushov Konstantin Barulin Sergei Brylin Alexei Emelin Alexander Eremenko Alexander Frolov Sergei Gonchar Denis Grebeshkov Alexander Kharitonov Maxim Kondratiev Konstantin Korneev Vasiliy Koshechkin Ilya Kovalchuk Nikolaj Kulemin Evgeni Malkin Andrei Markov Alexei Morozov Ivan Nepryaev Ilya Nekulin Aleksandr Ovetjkin Vitali Proshkin Alexander Radulov Petr Schastlivyy Danis Zaripov Sergei Zinoviev |

### Sverige
- Målvakter: Johan Backlund, Erik Ersberg, Daniel Henriksson
- Backar: Tobias Enström, Per Hållberg, Magnus Johansson, Kenny Jönsson, Jan Sandström, Anton Strålman, Dick Tärnström, Johan Åkerman
- Forwards: Fredrik Bremberg, Nicklas Bäckström, Johan Davidsson, Fredrik Emvall, Jonathan Hedström, Patric Hörnqvist, Jörgen Jönsson, Magnus Kahnberg, Mathias Månsson, Tony Mårtensson, Alexander Steen, Martin Thörnberg, Rickard Wallin, Fredrik Warg

### Danmark
- Målvakter: Simon Nielsen, Michael Madsen, Peter Hirsch
- Backar: Rasmus Pander, Mads Bødker, Daniel Nielsen, Stefan Lassen, Jesper Damgaard, Andreas Andreasen, Mads Møller
- Forwards: Peter Regin, Bo Nordby Tranholm, Michael Smidt, Morten Green, Kirill Starkov, Christoffer Kjærgaard, Mads Christensen, Kim Staal, Rasmus Olsen, Thor Dresler, Alexander Sundberg, Jens Nielsen, Morten Madsen, Frans Nielsen

## Division I

### Grupp A
| Deltagande lag | Deltagande lag | Deltagande lag | Deltagande lag |
| Kina           | Estland        | Frankrike      |                |
| Kazakstan      | Nederländerna  | Polen          |                |
| -------------- | -------------- | -------------- | -------------- |

- Frankrike till världsmästerskapen.
- Kina till division II.

### Grupp B
| Deltaganda lag | Deltaganda lag | Deltaganda lag | Deltaganda lag |
| Storbritannien | Ungern         | Japan          |                |
| Litauen        | Rumänien       | Slovenien      |                |
| -------------- | -------------- | -------------- | -------------- |

- Slovenien till världsmästerskapen.
- Rumänien till division II.

## Division II

### Grupp A
| Deltagande lag | Deltagande lag | Deltagande lag | Deltagande lag |
| Belgien        | Bulgarien      | Kroatien       |                |
| Serbien        | Spanien        | Turkiet        |                |
| -------------- | -------------- | -------------- | -------------- |

- Kroatien till division I.
- Turkiet till division III.

### Grupp B
| Deltagande lag | Deltagande lag | Deltagande lag | Deltagande lag |
| Australien     | Island         | Israel         |                |
| Sydkorea       | Mexiko         | Nordkorea      |                |
| -------------- | -------------- | -------------- | -------------- |

- Sydkorea till division I.
- Nordkorea till division III.

## Division III
| Deltagande lag | Deltagande lag | Deltagande lag | Deltagande lag |
| Armenien       | Irland         | Luxemburg      |                |
| Mongoliet      | Nya Zeeland    | Sydafrika      |                |
| -------------- | -------------- | -------------- | -------------- |

- Irland och Nya Zeeland division II.

## Ranking
Rankingar för lagen medverkande före och efter turneringen.
| Före | Lag                    | Efter | +/- |
| ---- | ---------------------- | ----- | --- |
| 1.   | Sverige                | 1.    | 0   |
| 2.   | Tjeckien               | 4.    | -2  |
| 3.   | Kanada                 | 2.    | 1   |
| 4.   | Finland                | 3.    | 1   |
| 5.   | Ryssland               | 5.    | 0   |
| 6.   | Slovakien              | 6.    | 0   |
| 7.   | USA                    | 7.    | 0   |
| 8.   | Schweiz                | 8.    | 0   |
| 9.   | Lettland               | 10.   | -1  |
| 10.  | Vitryssland            | 9.    | 1   |
| 11.  | Kazakstan              | 16.   | -5  |
| 12.  | Tyskland               | 11.   | 1   |
| 13.  | Ukraina                | 15.   | -2  |
| 14.  | Danmark                | 12.   | 2   |
| 15.  | Norge                  | 14.   | 1   |
| 16.  | Österrike              | 17.   | -1  |
| 17.  | Italien                | 13.   | 4   |
| 18.  | Slovenien              | 18.   | 0   |
| 19.  | Frankrike              | 19.   | 0   |
| 20.  | Polen                  | 20.   | 0   |
| 21.  | Japan                  | 22.   | -1  |
| 22.  | Ungern                 | 21.   | 1   |
| 23.  | Nederländerna          | 24.   | -1  |
| 24.  | Estland                | 23.   | 1   |
| 25.  | Litauen                | 25.   | 0   |
| 26.  | Rumänien               | 26.   | 0   |
| 27.  | Kroatien               | 28.   | -1  |
| 28.  | Kina                   | 27.   | 1   |
| 29.  | Serbien och Montenegro | 30.   | -1  |
| 30.  | Bulgarien              | 31.   | -1  |
| 31.  | Storbritannien         | 29.   | 2   |
| 32.  | Sydkorea               | 32.   | 0   |
| 33.  | Israel                 | 34.   | -1  |
| 34.  | Australien             | 33.   | 1   |
| 35.  | Belgien                | 35.   | 0   |
| 36.  | Nordkorea              | 44.   | -8  |
| 37.  | Spanien                | 36.   | 1   |
| 38.  | Nya Zeeland            | 39.   | -1  |
| 39.  | Mexiko                 | 38.   | 1   |
| 40.  | Island                 | 37.   | 3   |
| 41.  | Sydafrika              | 41.   | 0   |
| 42.  | Turkiet                | 40.   | 2   |
| 43.  | Luxemburg              | 42.   | 0   |
| 44.  | Irland                 | 43.   | 1   |
| 45.  | Armenien               | 45.   | 0   |
| -    | Mongoliet              | 46.   | -   |